# Nyceryx maxwelli
Nyceryx maxwelli är en fjärilsart som beskrevs av Rothschild 1896. Nyceryx maxwelli ingår i släktet Nyceryx och familjen svärmare. Inga underarter finns listade i Catalogue of Life.